# Golf van Riga
De Golf van Riga (Estisch: Liivi laht, Lets: Rīgas jūras līcis, Lijfs: Rīgõ lop) is het gedeelte van de Oostzee tussen de kust van Letland, de zuidwestkust van Estland en het Estische eiland Saaremaa. In dit water mondt de rivier de Westelijke Dvina uit: bij deze monding ligt de naamgever van de golf: de Letse hoofdstad Riga. De Estische stad Pärnu is de andere grotere stad aan de Golf van Riga.
De Internationale Hydrografische Organisatie heeft de grenzen van de golf als volgt bepaald: een lijn met vaste kompasrichting vanaf Oviši (57° 34' NB) op het Letse vasteland, naar de zuidelijkste punt van het eiland Saaremaa, over het eiland naar Pammana (22° 34' OL), dan in een lijn naar de zuidelijkste punt van het eiland Hiiumaa, over het eiland naar de noordelijkste punt van het eiland en vandaar naar de landtong van het Estse vasteland bij Spithami.
In de Golf van Riga liggen drie kleine bewoonde eilanden, die alle tot Estland behoren: Ruhnu, Kihnu en Abruka.
De golf wordt door een aantal eilanden, waaronder Hiiumaa en Muhu, afgesloten van de Oostzee. Het water staat in contact met elkaar via een aantal zeestraten. De Irbenstraat vormt de breedste verbinding met de rest van de Oostzee.
De golf heeft een oppervlakte van zo’n 18.000 km². Het is relatief ondiep, het diepste punt ligt op 54 meter onder de zeespiegel. In warme zomers kan de watertemperatuur in het midden van de golf oplopen tot 22-23°C. Tussen december en april wordt het water bedekt met ijs. In drie van de vijf winters is het hele oppervlak bedekt met ijs. In de strenge winter van 1941-42 werd een record ijsdikte gemeten van 90 centimeter in het oosten van de golf.